# Бухта Токарева
Бухта То́карева — бухта на севере Охотского моря в Тауйской губе.

## География
Ранее носила название Мелководная. Находится в южной части Мотыклейского залива, вдаётся в северный берег полуострова Хмитевского. Западнее бухты находится мыс Станюковича — южный вход в Мотыклейский залив. Средняя величина прилива перед входом в бухту — 4 метра, глубина входа — 1 метр. Во время отлива бухта практически полностью обсыхает, обнажая обширные участки богатых литоралей на песчано-илистых и каменистых грунтах площадью до 4 км². В бухте можно найти все варианты литоральных сообществ североохотского побережья, но особенно в ней представлены сообщества каменисто-песчаного субстрата.
В честь археологической стоянки у бухты Токарева (Ольский район Магаданской области) получила название токаревская культура. На основе токаревской культуры сформировалась древнекорякская культуна.